# Levašinskij rajon
Il Levašinskij rajon (in russo Левашинский район?) è un distretto municipale del Daghestan, situato nel Caucaso.